# Espadañedo
Espadañedo – gmina w Hiszpanii, w prowincji Zamora, w Kastylii i León, o powierzchni 77,35 km². W 2011 roku gmina liczyła 150 mieszkańców.